# Мех Олена Валеріївна
Оле́на Вале́ріївна Мех (9 березня 1977, м. Переяслав-Хмельницький Київської області) — українська журналістка, громадський діяч. Кандидат філологічних наук (2005).
Член Національної спілки журналістів України (2008).

## Життєпис
Народилася в м. Переяслав-Хмельницький Київської області. Закінчила з відзнакою Інститут журналістики Київського національного університету імені Тараса Шевченка (1999) і аспірантуру цього вишу.
З 1999 року працювала менеджером у зв'язках зі ЗМІ, керівником пресслужби депутатської групи «Відродження регіонів» у Верховній Раді України, прессекретарем заступника Голови Верховної Ради України, помічником-консультантом народного депутата України, керівником пресслужби фракції «Демократичний союз», керівником пресслужби фракції Народно-демократичної партії, PR-директором Державного підприємства «Нові технології», керівником інформаційної служби Міжнародного дитячого центру «Артек», була членом редколегії журналу «Артек». Очолювала пресслужбу Державної служби автомобільних доріг України. Державний службовець 5-го рангу. Володіє англійською, фінською мовами.
Олена Мех є правнучкою нащадка давнього козацького роду Володимира Андрійовича Чубука-Подільського, який передав у дар музею (нині Національний історико-етнографічний заповідник «Переяслав») унікальну сімейну реліквію — Литовський статут XVII ст., що є культурною цінністю. Володимир Чубук-Подільський допоміг також Михайлові Сікорському — багаторічному директорові заповідника, Героєві України — зберегти для держави цінну історичну реліквію, якою володів козацький рід Чубуків: мідну запоясну чорнильницю генерального писаря Війська Запорозького. За родинними переказами, вона належала Богданові Хмельницькому, пройшла через руки гетьмана Івана Виговського, переяславського полковника Павла Тетері, сотника Григорія Чубука-Подільського, російського генерал-фельдмаршала Степана Апраксіна, князя Олександра Горчакова. Брат В. Чубука-Подільського Олександр Андрійович Чубук-Подільський за часів УНР був урядовцем, представником Канцелярії Директорії, згодом — протопресвітер, член Варшавської духовної консисторії, настоятель кафедрального собору у Варшаві, з 1948-го — декан Краківського округу (Польща). Олена Мех успадкувала будинок Чубука-Подільського в Переяславі, побудований на замовлення її прадіда за проєктом видатного українського архітектора й художника Василя Кричевського. Вона багато зробила для збереження як самої споруди, так і виконаних рукою Кричевського креслень, що становлять культурну цінність, і як журналістка та громадський діяч є активним популяризатором краєзнавчих досліджень, що стосуються маловідомих сторінок історії України.

## Творчий доробок
Авторка статей у друкованій пресі, творів, уміщених у художньо-публіцистичних збірниках «Слово — зброя?» (2009), «Золоте перо. Людмила Мех» (2012) та ін.

## Громадська діяльність
Віцепрезидент Всеукраїнського благодійного фонду «Журналістська ініціатива» з часу його заснування (2001), координатор Всеукраїнського автомобільного клубу журналістів (з 2004), голова підкомітету Громадянського парламенту жінок України (2003—2012).
Член оргкомітетів з підготовки й учасниця низки доброчинних акцій преси, зокрема міжнародних журналістських автопробігів «Дорога до Криму: проблеми та перспективи» (1999—2008) (за безпосередньої роботи О. Мех в оргкомітеті цієї резонансної міжнародної акції Фонд «Журналістська ініціатива» три роки поспіль ставав переможцем у номінації «Журналістська акція року» Відкритого міжнародного творчого конкурсу «Срібне перо»). Як один з керівників Фонду брала активну участь в організації всеукраїнських автопробігів журналістів «Схід — Захід: разом назавжди!» (2005), «Пам'ять батьківського подвигу — в серцях наших» (2010); міжнародних ралі журналістів (2001—2008), міжнародної благодійної фотовиставки «В об'єктиві — автопробіг» (2007, м. Київ), всеукраїнських семінарів для журналістів «Культура мови — культура нації» та інших заходів, що проводилися спільно з Держкомтелерадіо України, Інститутом журналістики Київського національного університету імені Тараса Шевченка та Українським фондом культури.

## Нагороди, відзнаки
- Почесна грамота Кабінету Міністрів України (2010) за вагомий особистий внесок у забезпечення розвитку державного підприємства «Міжнародний дитячий центр „Артек“», сумлінну працю та високий професіоналізм[24].
- Диплом переможця творчого конкурсу на краще висвітлення VI Міжнародного журналістського автопробігу «Дорога до Криму: проблеми та перспективи» (2004)[25], приз фотомайстру «Очі автопробігу» (2005)[26].
- Лауреат Всеукраїнської акції «Лідер народної довіри» в номінації «Кращий прес-секретар українського парламенту» (2003)[27].